# وزارت امور استراتژیک اسرائیل
وزارت امور استراتژیک اسرائیل (انگلیسی: Ministry of Strategic Affairs، یا وزارت امور استراتژیک و دیپلماسی عمومی عبری: המשרד לנושאים אסטרטגיים‎، ت. «HaMisrad LeNos'im Astrategi'im») یک وزارتخانه در دولت اسرائیل است که مسئولیت رهبری کمپین گسترش پیمان ابراهیم و مدیریت روابط در امور کاخ سفید را بر عهده دارد.
مسئولیت سابق این وزارتخانه، رهبری کمپینی علیه جنبش بایکوت، عدم سرمایه‌گذاری و تحریم اسرائیل بود.